# Clarence Cannon

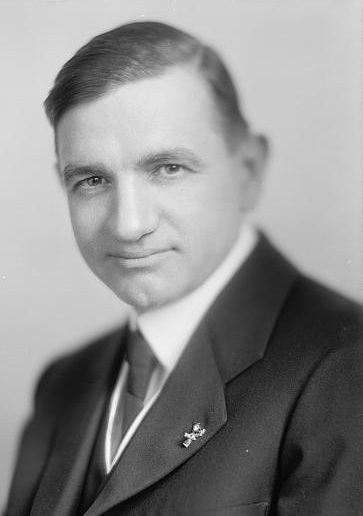
Clarence Cannon

Clarence Andrew Cannon, född 11 april 1879 i Elsberry i Missouri, död 12 maj 1964 i Washington, D.C., var en amerikansk politiker (demokrat). Han var ledamot av USA:s representanthus från 1923 fram till sin död.
Cannon studerade vid William Jewell College och University of Missouri. Han undervisade i historia vid Stephens College 1904–1908. Därefter inledde han sin karriär som advokat i Troy i Missouri.
Cannon besegrade sittande kongressledamoten Theodore W. Hukriede i kongressvalet 1922. Efter över fyra decennier i representanthuset avled Cannon 1964 i ämbetet och efterträddes av William L. Hungate. Cannons grav finns på Elsberry City Cemetery i Elsberry.